# Cecilia Costa Melgar
Cecilia Costa Melgar (* 26. Dezember 1992 in Viña del Mar) ist eine ehemalige chilenische Tennisspielerin.

## Karriere
Costa Melgar begann mit sieben Jahren das Tennisspielen und bevorzugte Sandplätze. Sie spielte überwiegend Turniere auf der ITF Women’s World Tennis Tour, wo sie vier Einzel- und sieben Doppeltitel gewann.
Seit 2010 spielte sie für die chilenische Fed-Cup-Mannschaft, wo sie für fünf Begegnungen nominiert wurde, in denen sie sowohl im Einzel als auch im Doppel eingesetzt wurde. Nach 21 Partien stehen 15 Siege sechs Niederlagen entgegen.

## Turniersiege

### Einzel
| Nr. | Datum              | Turnier           | Kategorie   | Belag | Finalgegnerin            | Ergebnis      |
| --- | ------------------ | ----------------- | ----------- | ----- | ------------------------ | ------------- |
| 1.  | 15. September 2012 | Pereira           | ITF $10.000 | Sand  | Anastassija Chartschenko | 6:2, 6:3      |
| 2.  | 22. September 2012 | Bogotá            | ITF $10.000 | Sand  | Yuliana Lizarazo         | 1:6, 6:3, 6:4 |
| 3.  | 27. Oktober 2012   | Santiago de Chile | ITF $10.000 | Sand  | Daniela Seguel           | 6:4, 6:2      |
| 4.  | 3. August 2013     | La Paz            | ITF $10.000 | Sand  | Macarena Olivares Lopez  | 4:6, 6:1, 6:1 |

### Doppel
| Nr. | Datum              | Turnier           | Kategorie   | Belag     | Partnerin              | Finalgegnerinnen                      | Ergebnis         |
| --- | ------------------ | ----------------- | ----------- | --------- | ---------------------- | ------------------------------------- | ---------------- |
| 1.  | November 2009      | Lima              | ITF $10.000 | Sand      | Andrea Koch-Benvenuto  | Agustina Sol Eskenazi Paula Ormaechea | 6:1, 6:3         |
| 2.  | Mai 2011           | Itaparica         | ITF $10.000 | Hartplatz | Flavia Guimaraes Bueno | Isabella Robbiani Luciana Sarmenti    | 6:3, 3:6, 6:4    |
| 3.  | 14. September 2012 | Pereira           | ITF $10.000 | Sand      | Anastasia Kharchenko   | Gabriela Coglitore Patricia Ku Flores | 6:1, 6:0         |
| 4.  | 26. Oktober 2012   | Santiago de Chile | ITF $10.000 | Sand      | Daniela Seguel         | Ornella Caron Aranza Salut            | 6:3, 6:4         |
| 5.  | 2. November 2012   | Quillota          | ITF $10.000 | Sand      | Camila Silva           | Sofía Luini Barbara Montiel           | 6:1, 6:1         |
| 6.  | 13. September 2013 | Mont-de-Marsan    | ITF $25.000 | Sand      | Daniela Seguel         | Alizé Lim Laura Thorpe                | 6:4, 6:2         |
| 7.  | 18. Juli 2014      | Knokke            | ITF $10.000 | Sand      | Aliona Bolsova         | Justine De Sutter Sofie Oyen          | 4:6, 6:3, [10:4] |